# Gurstejaure
Gurstejaure är en sjö i Arvidsjaurs kommun i Lappland och ingår i Byskeälvens huvudavrinningsområde. Sjön har en area på 0,0664 kvadratkilometer och ligger 389 meter över havet.

## Delavrinningsområde
Gurstejaure ingår i det delavrinningsområde (731299-163817) som SMHI kallar för Utloppet av Östra Järfojaur. Medelhöjden är 414 meter över havet och ytan är 22,3 kvadratkilometer. Räknas de 7 avrinningsområdena uppströms in blir den ackumulerade arean 190,29 kvadratkilometer. Avrinningsområdets utflöde Byskeälven mynnar i havet. Avrinningsområdet består mestadels av skog (73 procent). Avrinningsområdet har 4,09 kvadratkilometer vattenytor vilket ger det en sjöprocent på 18,3 procent.